# Gran Premi de Moscou
El Gran Premi de Moscou és una competició ciclista d'un sol dia que es disputa als voltants de Moscou (Rússia). La primera edició data del 2004, i l'any següent ja va formar part del calendari de l'UCI Europa Tour. Aleksandr Khatúntsev, amb dues victòries, és el ciclista que més vegades guanyà la cursa. El 2015 es disputà la darrera edició.

## Palmarès
| Any  | Vencedor             | Segon                | Tercer                |
| ---- | -------------------- | -------------------- | --------------------- |
| 2004 | Roman Paramonov      | Iuri Trofímov        | Ivan Seledkov         |
| 2005 | Aleksei Schmidt      | Aleksandr Khatúntsev | Serguei Kolésnikov    |
| 2006 | Aleksandr Khatúntsev | Iuri Trofímov        | Serguei Kolésnikov    |
| 2007 | Roman Klimov         | Vitali Kondrut       | Andrei Kliúiev        |
| 2008 | Oļegs Meļehs         | Timofei Kritski      | Anatoliy Yugov        |
| 2009 | Aleksandr Khatúntsev | Alexander Budagarin  | Eric Baumann          |
| 2010 | Esad Hasanović       | Valeri Valinin       | Anton Vorobyev        |
| 2011 | Oleksandr Martynenko | Aleksei Tsatévitx    | Alexander Serebryakov |
| 2012 | Vitali Popkov        | Alexander Mironov    | Ivan Stević           |
| 2013 | Ivan Kovaliov        | Leonid Krasnov       | Oleksandr Martynenko  |
| 2014 | Leonid Krasnov       | Andriy Kulyk         | Andris Smirnovs       |
| 2015 | Siarhei Papok        | Ivan Savitskiy       | Dzmitry Zhyhunou      |